# حشم تشمبة (حومة لنجة)
حشم تشمبة (بالفارسية: حشم چمپه) هي قرية تقع في إيران في منطقة مركزية ريفية. يقدر عدد سكانها بـ 55 نسمة .